# جوني كوسوكامي
جوني كوسوكامي (باليابانية: 楠神 順平) (27 أغسطس 1987 في اليابان – )؛ هو لاعب كرة قدم ياباني سابق كان يلعب كلاعب وسط.

## وصلات خارجية
- جوني كوسوكامي على موقع رابطة كرة القدم اليابانية للمحترفين (اليابانية)
- جوني كوسوكامي على موقع قاعدة بيانات كرة القدم.إي يو (الإنجليزية)
- جوني كوسوكامي على موقع Soccerway.com (الإنجليزية)
- جوني كوسوكامي على موقع عالم كرة القدم.نت (الإنجليزية)
- جوني كوسوكامي على موقع كووورة